# Молния (ракета-носитель)
«Молния» (Индекс ГРАУ — 8К78) — одноразовая четырёхступенчатая ракета-носитель среднего класса. Входит в семейство ракет носителей Р-7.

## История
Спроектирована в ОКБ-1 в 1959—1960 годах. Изготовитель: ГНП РКЦ «ЦСКБ-Прогресс». 
Конструкция и двигатель третьей ступени (Блок «И») основаны на конструкции и двигателе второй ступени боевой ракеты Р-9А (8К75), конструкция 4-й ступени Блок «Л» — на конструкции блока «Е» ракеты 8К72, однако двигатель был применён принципиально новый, замкнутой схемы и с возможностью запуска в невесомости. 
Разрабатывалась для запуска межпланетных аппаратов к Венере и Марсу, затем — для запусков лунных аппаратов серии Е-6 («Луна-4» — «Луна-14»), для чего система управления была существенно модифицирована. 
Получила известность в связи с запусками спутников связи «Молния» на высокоэллиптические орбиты. Позднее использовалась для запусков спутников системы предупреждения о ракетном нападении (СПРН) «Око», также на синхронные высокоэллиптические орбиты.
После модернизации двигателей первой и второй ступени получила наименование «Молния-М». Послужила основой для создания трёхступенчатых вариантов «Восход» и «Союз».
Первый пуск РН 8К78 с космодрома Байконур — 10 октября 1960 года, с космодрома Плесецк — 19 февраля 1970 года.
30 сентября 2010 года с космодрома Плесецк был совершён последний в истории запуск ракеты-носителя «Молния-М». После без малого полвека успешной эксплуатации эта модель заменена на более современную — Союз-2 с разгонным блоком «Фрегат»; Союз-2 с разгонным блоком "Фрегат" обладает более гибкими возможностями, чем «Молния-М», благодаря большей заправке разгонного блока, по сравнению с блоком «Л» ракеты Молния, возможностью многократного включения двигателя РБ, цифровой системе управления с терминальным наведением и другим нововведениям, связанным с отказом от устаревшей аналоговой системы управления.
Всего было запущено 320 ракет-носителей семейства «Молния» различных модификаций и конфигураций.

## Характеристики
- Длина: 43 440 мм
- Диаметр: 10 300 мм
- Стартовая масса: 305 000 кг